# Malthonea obyuna
Malthonea obyuna es una especie de escarabajo longicornio del género Malthonea, tribu Desmiphorini, subfamilia Lamiinae. Fue descrita científicamente por Martins & Galileo en 2005.
La especie se mantiene activa durante el mes de octubre.

## Descripción
Mide 12,1 milímetros de longitud.

## Distribución
Se distribuye por Perú.